# Kos (film)

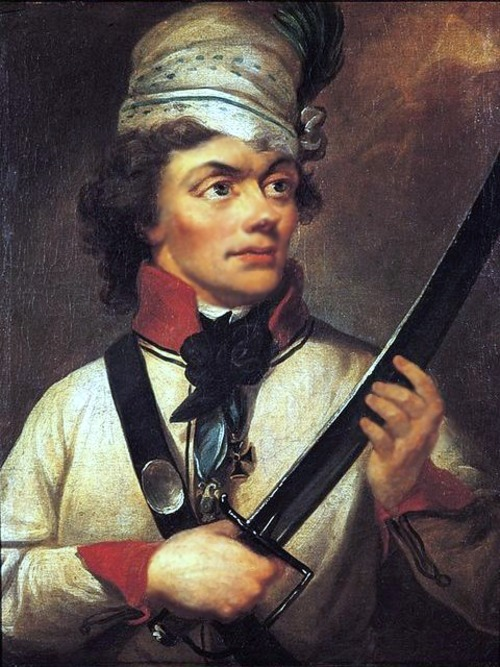
Kazimierz Wojniakowski, Portret Tadeusza Kościuszki, 1812

Kos – polski dramat historyczny z 2023 roku w reżyserii Pawła Maślony, według scenariusza Michała A. Zielińskiego. Kos, luźno oparty na realiach historycznych, przedstawia wydarzenia przed insurekcją kościuszkowską w 1794 roku, kiedy Tadeusz Kościuszko (Jacek Braciak) incognito zmierza do Krakowa z zamiarem organizacji zrywu niepodległościowego. W filmie losy Kościuszki splatają się z osobą szlacheckiego bękarta Ignaca (Bartosz Bielenia).
Kos został przeważnie pozytywnie przyjęty przez polskich krytyków, zdobywając dziewięć nagród na Festiwalu Polskich Filmów Fabularnych, w tym Złote Lwy dla najlepszego filmu, nagrodę za montaż Piotra Kmiecika i nagrodę za drugoplanową rolę Roberta Więckiewicza. Na rozdaniu Polskich Nagród Filmowych otrzymał kolejne sześć statuetek Orłów, między innymi za reżyserię i scenariusz, kostiumy autorstwa Doroty Roqueplo oraz za najlepszą drugoplanową rolę kobiecą Agnieszki Grochowskiej. Ceniono dramaturgię filmu, próbę polemiki z gloryfikowaną dotąd w polskiej kinematografii ideologią sarmacką oraz twórczą inspirację kinem Quentina Tarantino.

## Fabuła
Akcja filmu zaczyna się wiosną 1794 roku w dogorywającej Rzeczypospolitej Obojga Narodów. Do kraju wraca generał Tadeusz „Kos” Kościuszko, który planuje wzniecić powstanie przeciwko Rosjanom, mobilizując do tego polską szlachtę i chłopów z pomocą byłego niewolnika Jeana „Domingo” Lapierre’a. Dostrzegłszy szlachciców znęcających się nad uciekającym chłopem, Kościuszko i Domingo obezwładniają możnych i zmuszają ich do przeprosin wobec uciekiniera. Nocą Kościuszko i Domingo rozprawiają na temat sensu angażowania szlachty w powstanie narodowe.
Akcja przenosi się do szlacheckiego folwarku, gdzie poniżany szlachecki bękart Ignac o statusie chłopskim marzy o nadaniu herbu i majątku przez swojego umierającego ojca Duchnowskiego, który deklaruje uwzględnienie go w testamencie. Ignac otrzymuje zadanie przeprawienia karocy przez bród rzeczny. Na miejscu niespodziewanie pojawia się rosyjski rotmistrz Dunin, który ma zapobiec wybuchowi rebelii. Dunin szybko zabija jednego z pasażerów, który ośmielił się wyzwać go na pojedynek. Po powrocie do folwarku Ignac dowiaduje się o powrocie swego przyrodniego brata Stanisława, który cieszy się pełnią przywilejów oraz posiada testament Duchnowskiego. Ignac dźga Stanisława krucyfiksem w udo, zabiera testament i umyka z dworu.
Kościuszko w pobliskiej miejscowości Szymbarkowice orientuje się, że szlachta, która miała mu pomóc, jest zupełnie nieprzygotowana militarnie do powstania. Tymczasem Ignac, który również przebywa w Szymbarkowicach, bezskutecznie próbuje wyegzekwować testament i dowiaduje się, że dokument powinien trafić do Krakowa. Wówczas przybywają tropiciele wysłani przez Stanisława; Ignac zabiera testament i ponownie uchodzi. Podczas ucieczki spotyka Dominga; ten zostaje trafiony przez jednego z tropicieli. Ignacowi i Domingowi udaje się umknąć pościgowi. Na polecenie wykurowanego wyzwoleńca Ignac udaje się z nim do dworku w Szymbarkowicach, gdzie Kościuszkę gości jego dawna znajoma, pułkownikowa Marta Giżyńska. Ignac zostaje zatrzymany w areszcie i prosi pobliską pocztylionkę Kostkę o dostarczenie testamentu do Krakowa. Niebawem dworek nawiedza tropiciel, który przedtem postrzelił Domingo, lecz szybko zostaje zabity.
Wtedy jednak do dworku przybywa Dunin wraz z zastępem rosyjskich jeźdźców. Zastawszy trupa, nabiera podejrzeń. Giżyńska, próbując ratować sytuację, nie ujawnia prawdziwej tożsamości przybyszów i organizuje gościnę; rozpoczyna się gra w karty, podczas której Dunin dociekliwie wypytuje przyjezdnych o przyczyny zjawienia się w Rzeczypospolitej. Nocą Kościuszko przekrada się do ukrytego na strychu Ignaca i prosi go o udanie się do wsi, aby ten poprosił szlachtę o pomoc. W międzyczasie do Szymbarkowic przyjeżdża Stanisław; Dunin proponuje zgromadzonym przed stołem, aby tym razem grać o przyniesioną broń. Gdy Ignac dociera do wsi, dowiaduje się, że testament został przechwycony przez tropicieli na usługach Stanisława. Dostrzega też szlachcica Wąsowskiego, który poniewiera zbiegłym z folwarku chłopskim przyjacielem Ignaca, Wojtkiem. Gdy Wąsowski gwałci siostrę Wojtka, Ignac odruchowo odcina sznur zawiązany wokół szyi tegoż. Wszczęta zostaje wówczas gwałtowna walka między szlachtą a chłopstwem, w której ginie między innymi Wąsowski. Ignac zabiera kontusz pokonanego i udaje się w stronę dworku w Szymbarkowicach.
Gdy Ignac wraca do dworku, zastaje siepaczy Stanisława, którzy podstępem chcieli uprowadzić Kościuszkę. Szybko ich pokonuje i zaprowadza Kościuszkę z powrotem. Na miejscu dochodzi do gwałtownej awantury między Ignacem a Stanisławem, który demaskuje chłopa. Okazuje się, że Duchnowski nie zamierzał przyznać Ignacowi statusu szlacheckiego, a większość majątku podarował Stanisławowi. Dunin z kolei demaskuje Kościuszkę na podstawie inicjałów „T. K.” na broni palnej tegoż. Wówczas Kościuszko zabija Dunina, po czym rozpoczyna się desperacka obrona przed Rosjanami, którzy oblegają dworek. Docierają jednak posiłki w postaci okolicznego chłopstwa. Po walce na broń białą Ignac i Stanisław wzajemnie zadają sobie zabójcze ciosy.
Nazajutrz, obok zgliszczy zrujnowanego dworku, Domingo podchodzi do Kościuszki i pyta o dalsze plany. Kościuszko kieruje swój wzrok w stronę ocalałych chłopów.

## Obsada
Źródło: Filmpolski.pl
- Jacek Braciak – Tadeusz „Kos” Kościuszko
- Jason Mitchell – Jean „Domingo” Lapierre, przyjaciel Kościuszki
- Robert Więckiewicz – Dunin, rosyjski rotmistrz
- Bartosz Bielenia – Ignac Sikora
- Agnieszka Grochowska – pułkownikowa Maria Giżyńska
- Piotr Pacek – Stanisław Duchnowski
- Andrzej Seweryn – Duchnowski, ojciec Stanisława i Ignaca
- Łukasz Simlat – Wąsowski
- Joanna Szczepkowska – Helena, żona Duchnowskiego
- Michał Balicki – Wojtek
- Magdalena Malik – Weronka, siostra Wojtka
- Matylda Giegżno – pocztylionka

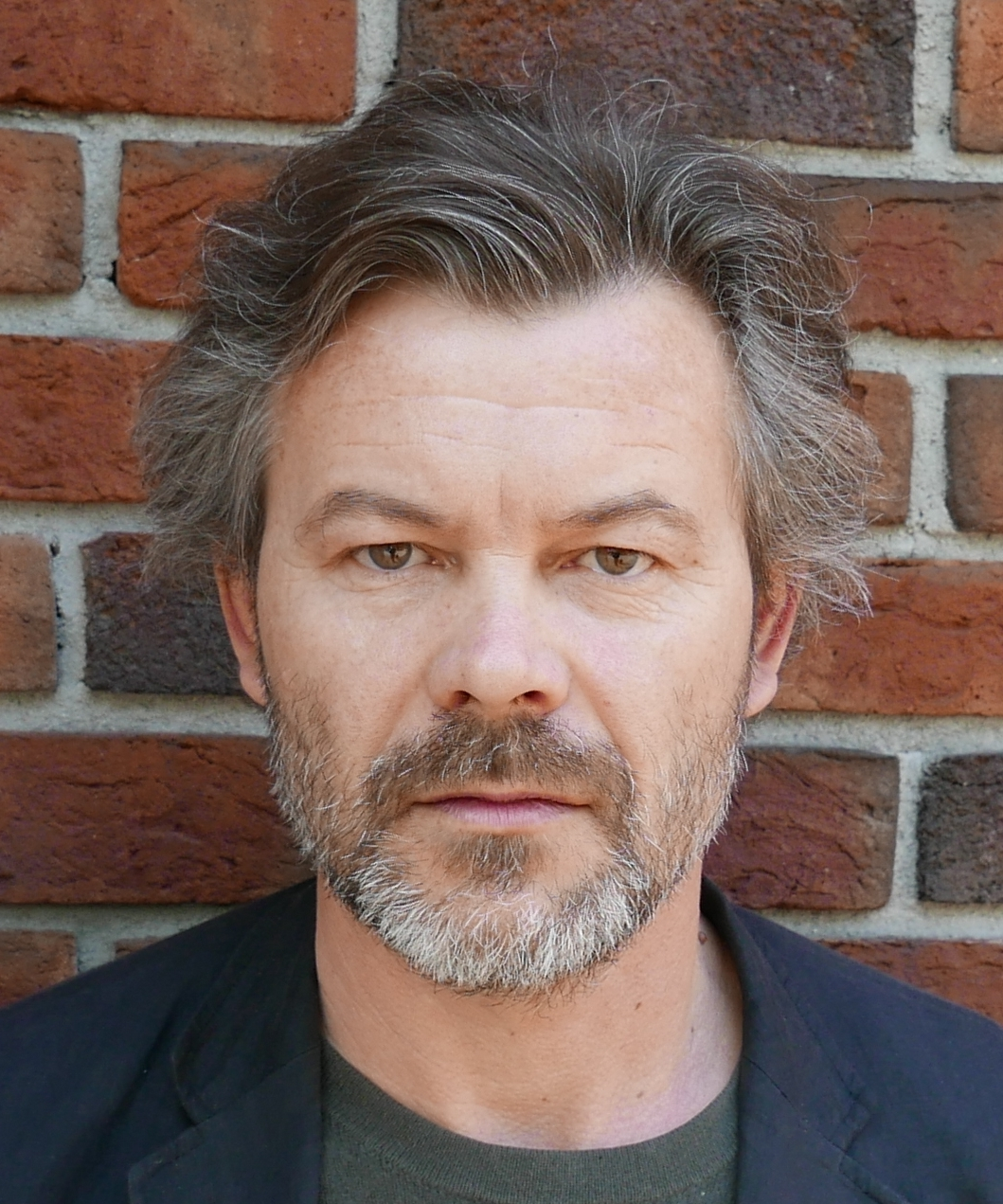
Jacek Braciak (2019)
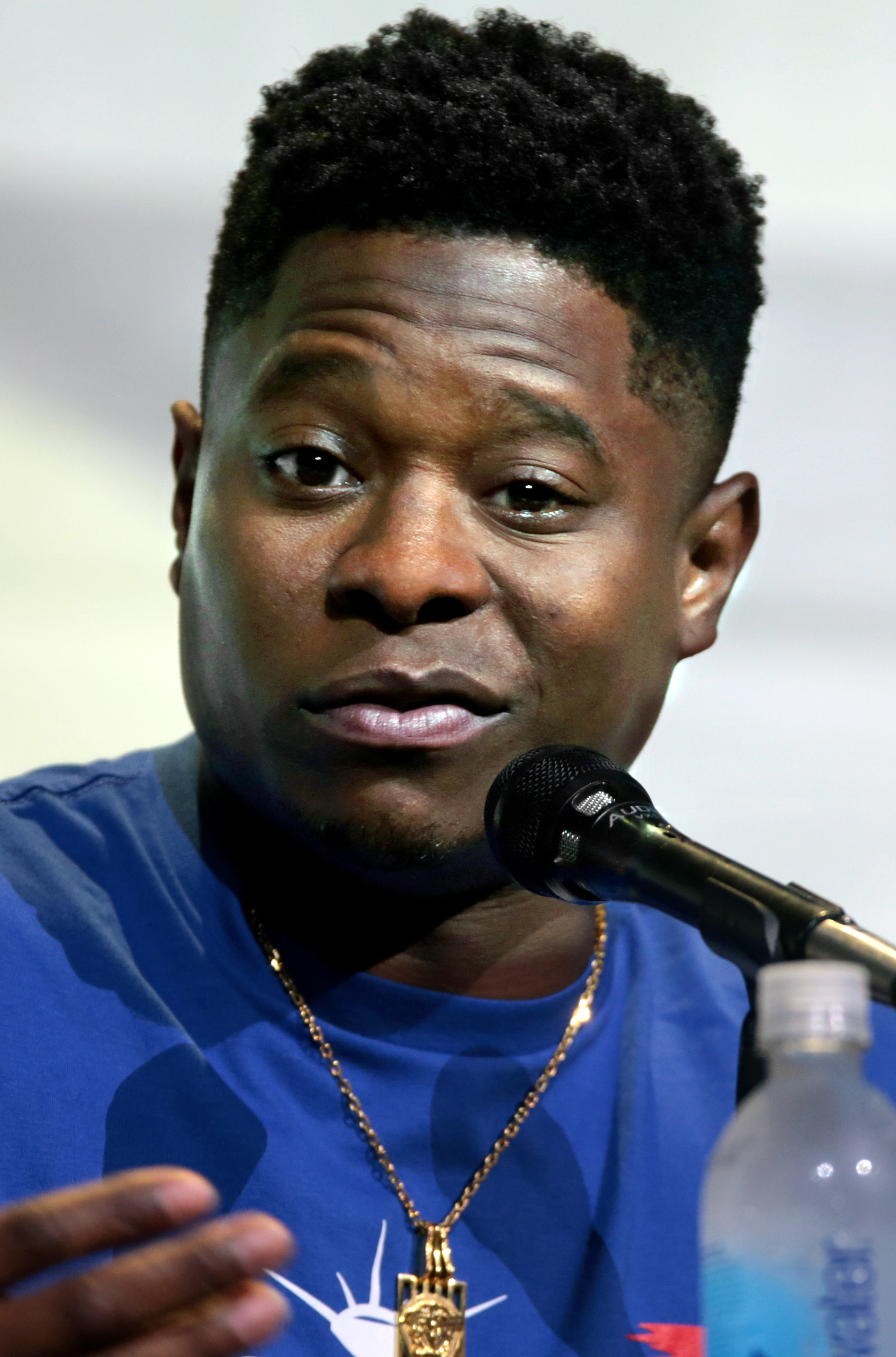
Jason Mitchell (2016)
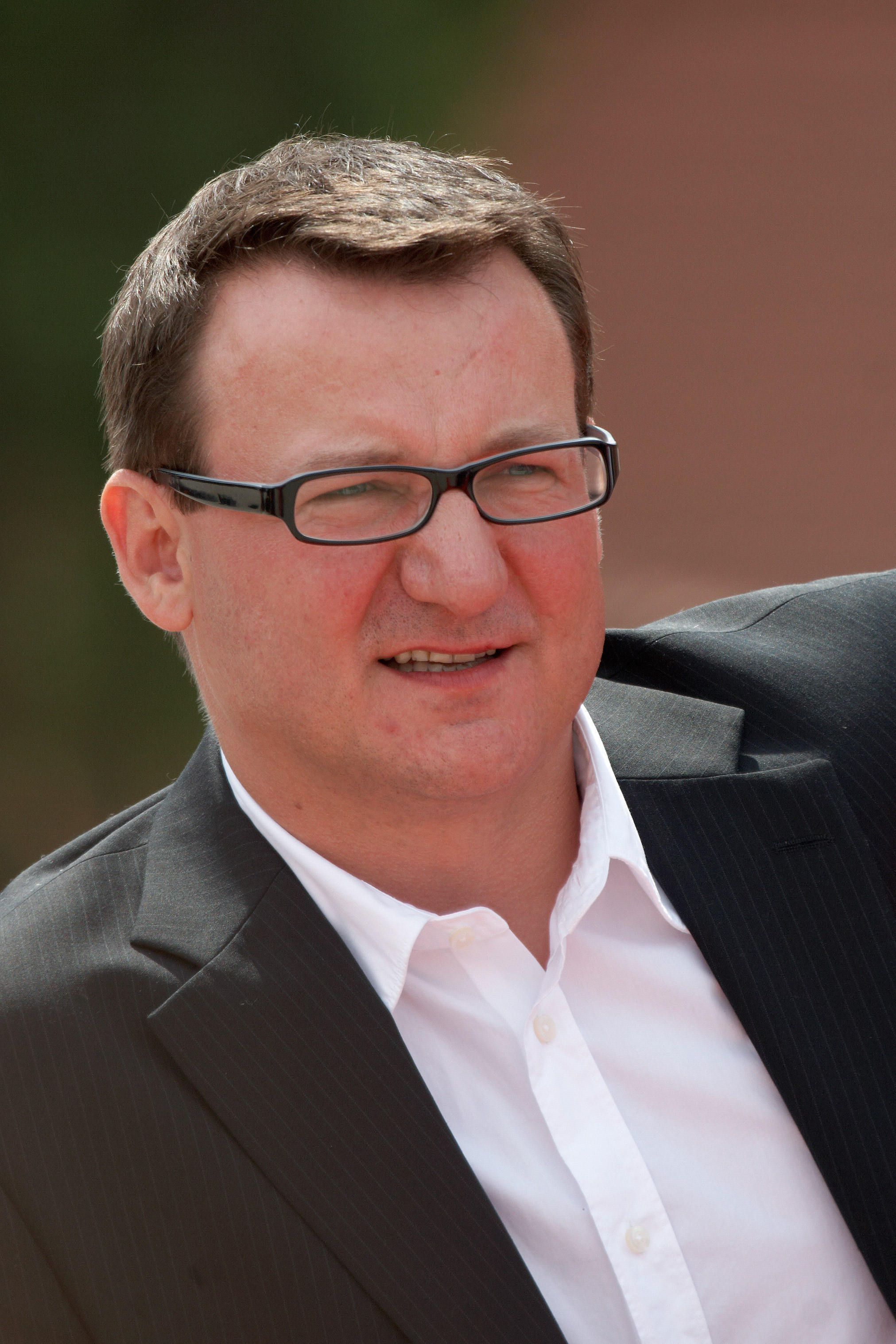
Robert Więckiewicz (2008)
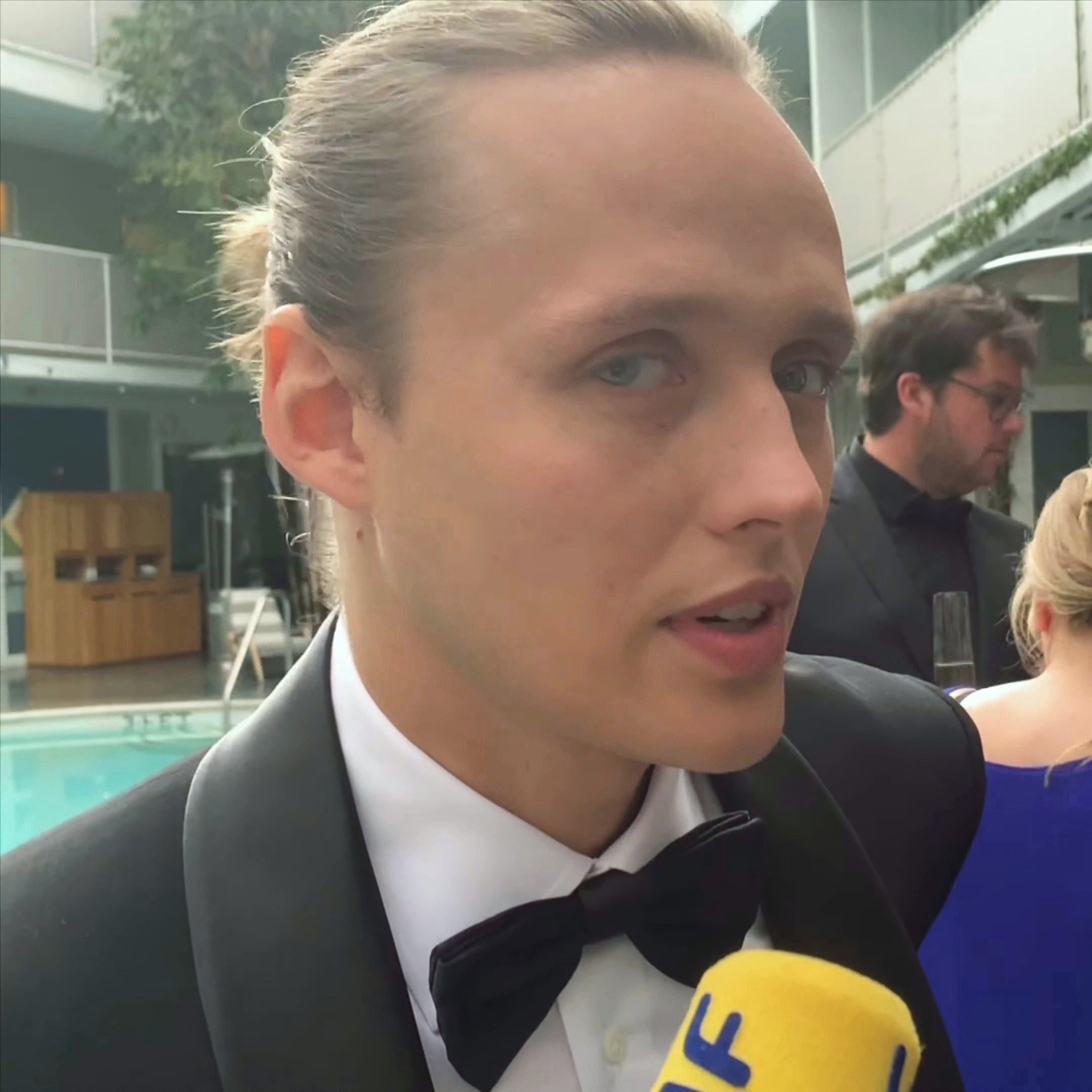
Bartosz Bielenia (2020)
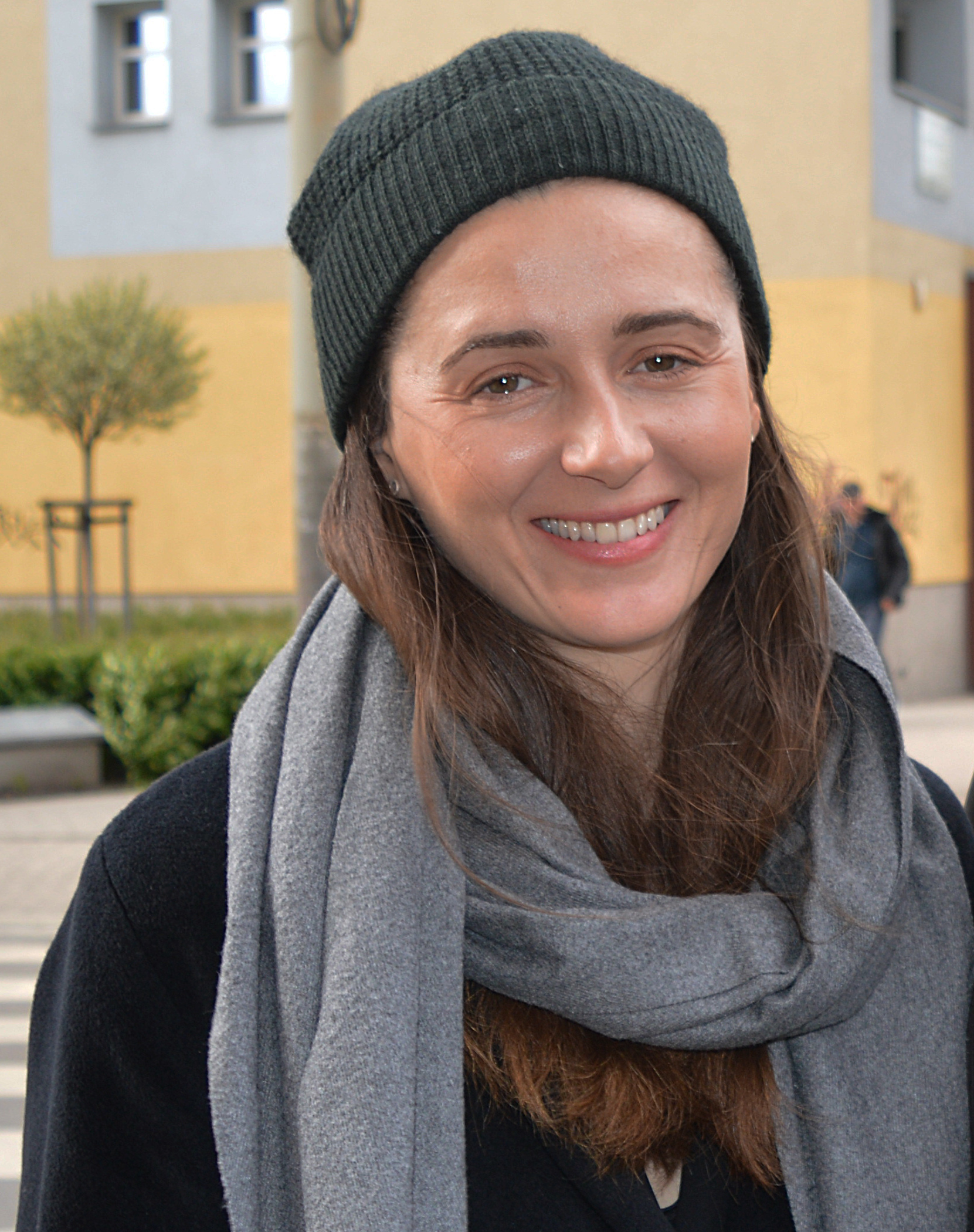
Agnieszka Grochowska (2017)
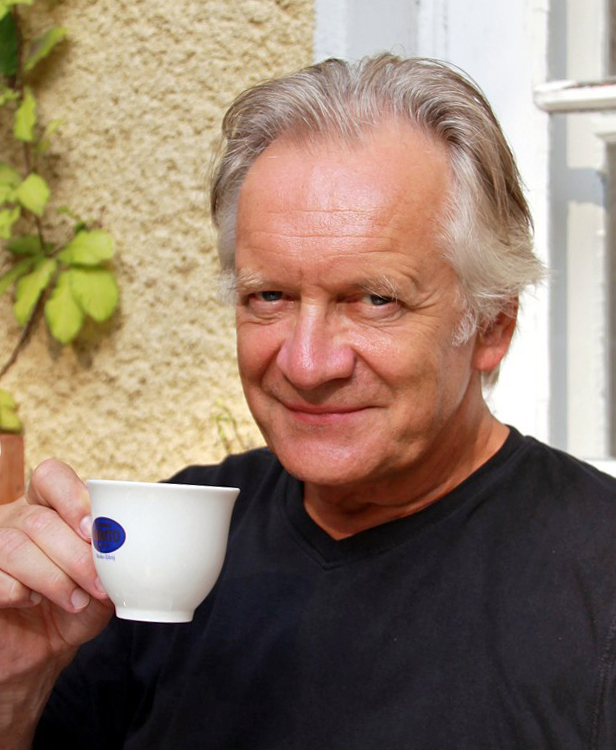
Andrzej Seweryn (2009)
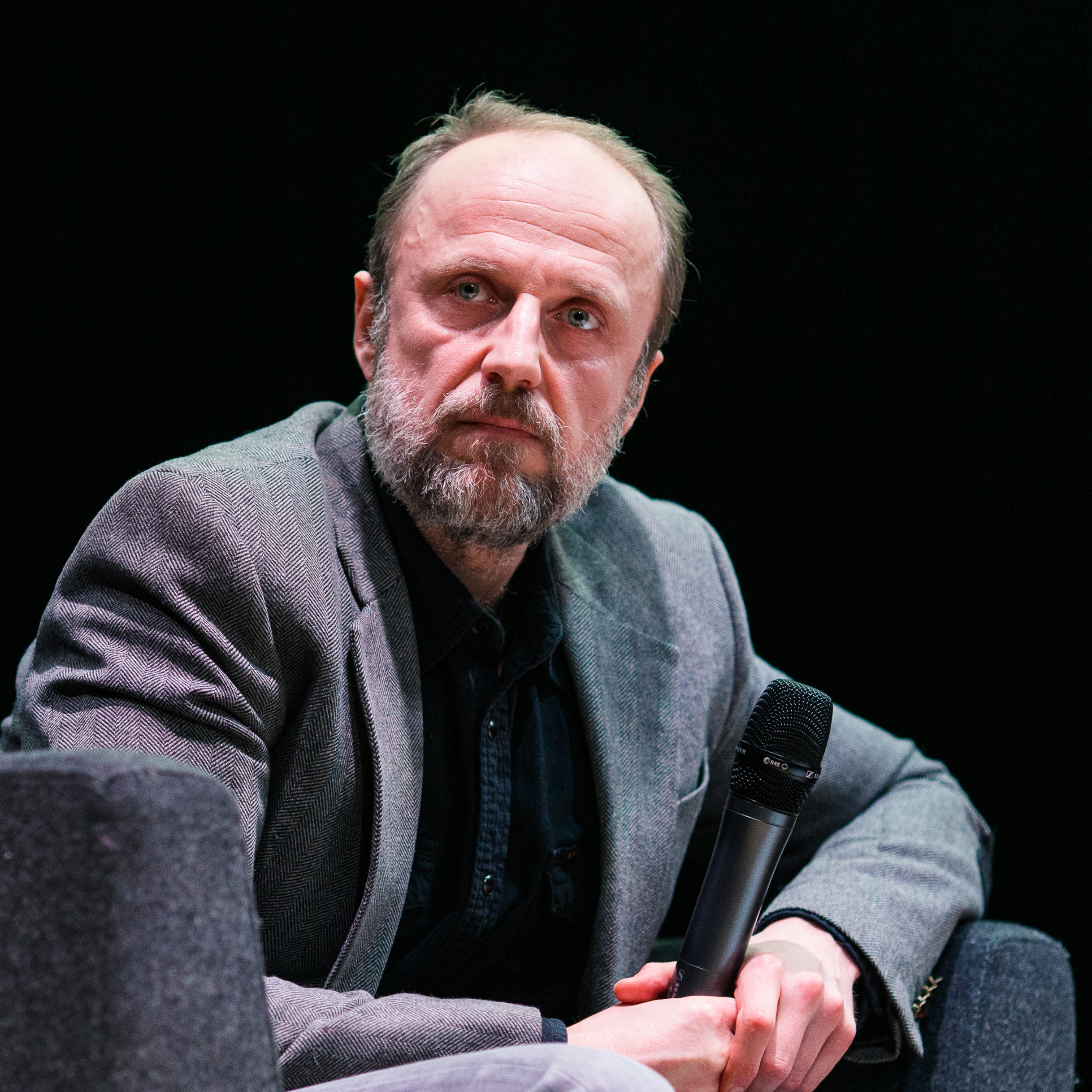
Łukasz Simlat (2020)

## Produkcja

### Przygotowania

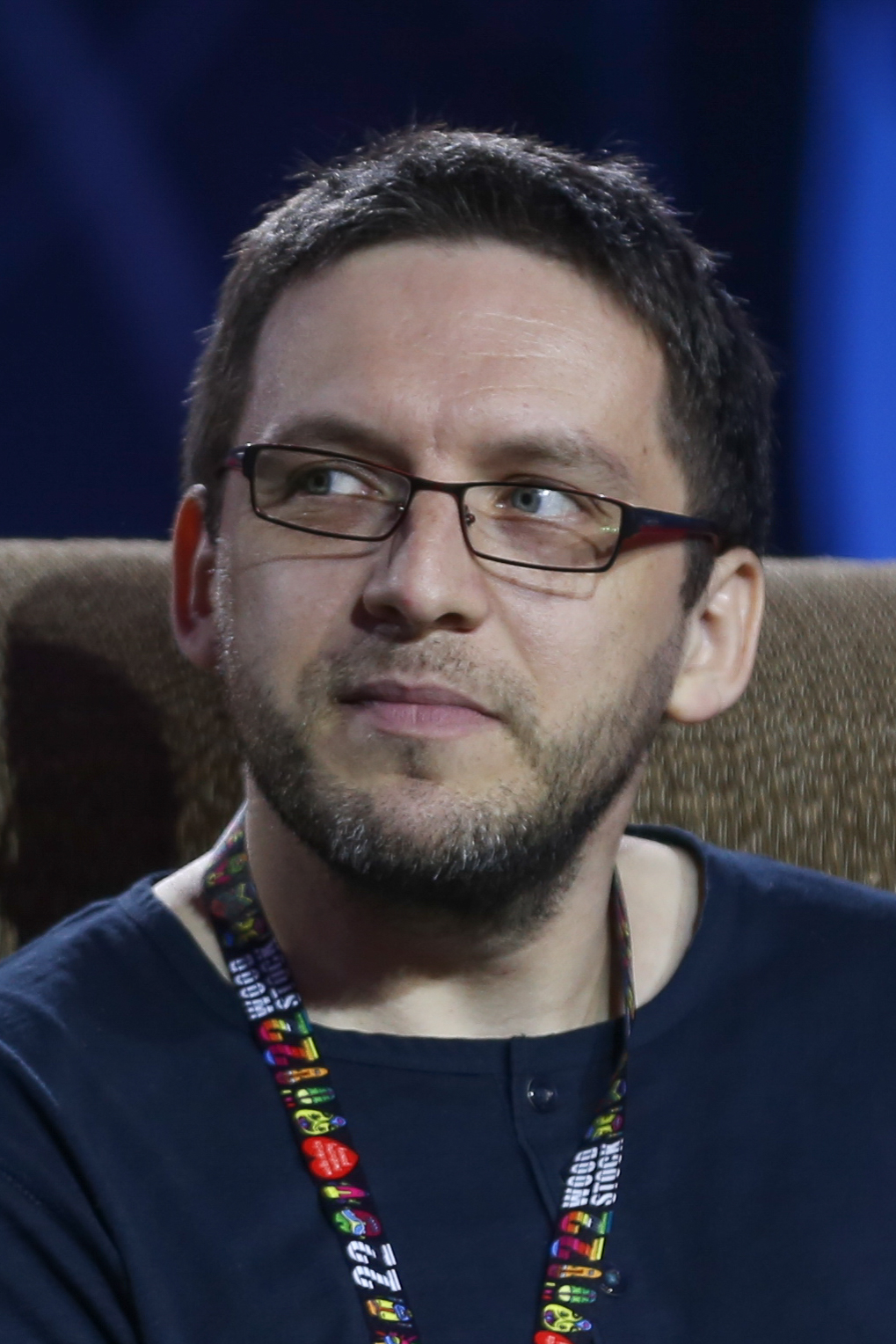
Leszek Bodzak, jeden z producentów filmu (2016)

Kos powstał w studiu Aurum Film. Jego producentami byli Leszek Bodzak i Aneta Hickinbotham, a także Daniel Baur z niemieckiej grupy K5 International, odpowiedzialnej za międzynarodową dystrybucję dzieła. Film został dofinansowany przez Polski Instytut Sztuki Filmowej. Łączny budżet Kosa wyniósł 22 miliony złotych.

Reżyserem Kosa był Paweł Maślona, znany przedtem z filmu Atak paniki (2017). Scenariusz do filmu napisał Michał A. Zieliński. Choć bohaterem filmu nominalnie jest generał Tadeusz Kościuszko, Zieliński w swoim scenariuszu świadomie skierował uwagę widzów na szlacheckiego bękarta Ignaca. Co do głównego bohatera, Zieliński podkreślił złożoność Kościuszki, „faceta, który wyprzedzał swoje czasy”: patrioty, a jednocześnie człowieka postępowego, wszechstronnie utalentowanego w służbie wojskowej. Scenarzysta przekonywał, że celowo odszedł od ścisłego podążania realiami historycznymi: 
Chciałem zbudować z tego jakąś formę, która ma sens i przesłanie, a nie wyliczankę wydarzeń. Istnieją klasyczne biografie filmowe, których nie lubię, bo odhaczają wydarzenia z życia wielkich postaci. […] Zazwyczaj nie jest to spójna opowieść o bohaterze ani zwyczajnie dobra historia. Większa część Kosa jest fikcyjna, żeby stworzyć z tego historię i przekaz.
Zieliński zarazem dbał o to, żeby scenariusz nadawał się do zamknięcia w budżecie i tak wysokim jak na warunki polskiej produkcji. Jego prowokacyjnym zamiarem była bezpardonowa krytyka pańszczyźnianych relacji pomiędzy szlachtą a chłopstwem u schyłku Rzeczypospolitej Obojga Narodów, a także wypunktowanie paradoksów polskiej historii: „Pańszczyzna w Polsce została zniesiona w połowie XIX wieku i to przez zaborców, a w całej Polsce do dziś stoją za to chłopskie krzyże dziękczynne”.
Maślona natomiast opisywał Kosa jako mieszaninę różnych gatunków i stylów. Wśród swoich źródeł inspiracji Maślona wskazywał dzieła Quentina Tarantino i Sama Peckinpaha, a także westerny i horrory z podgatunku home invasion (polegającego na obronie przed inwazją agresorów). Stąd też podczas pokazu filmu na Festiwalu Polskich Filmów Fabularnych film był nazywany przez dziennikarzy „westernem kościuszkowskim”.

### Obsada
Za casting była odpowiedzialna Nadia Lebik, której udało się zaangażować w projekt między innymi Joannę Szczepkowską. Kościuszkę odegrał Jacek Braciak, natomiast jego afroamerykańskiego towarzysza – Jason Mitchell. Mitchella zachęciła perspektywa zagrania w filmie, który podkreślał podobieństwo losu Polaków do zniewolonych Afrykanów: „Przechodziliśmy przez identyczne problemy. To będzie piękne, bo pokażemy na ekranie, że wszyscy jesteśmy tacy sami, bez względu na to, jakim językiem mówimy i jakiego koloru mamy skórę”. W Ignaca wcielił się Bartosz Bielenia, a rotmistrza Dunina – Robert Więckiewicz. Rolę pułkownikowej Marii Giżyńskiej reżyser przydzielił Agnieszce Grochowskiej, która miała na celu zachowywać się jak osoba równa mężczyznom. Na potrzeby upodmiotowienia bohaterki Maślona zrezygnował z filmowania sceny wprost pokazującej romans między Giżyńską a Kościuszką, pozostawiając widzom pole do interpretacji.

### Zdjęcia
Okres zdjęciowy do Kosa rozpoczął się w czerwcu 2022 roku, a zakończył się w sierpniu tego samego roku. Zdjęcia kręcono m.in. w Wilczej Woli, Kolbuszowej (skansen), Bulowicach, okolicach Włocławka, jeziorze Wapienniki pod Sulejowem, Dziektarzewie, Zaborowie. Operatorem zdjęć był doświadczony filmowiec Piotr Sobociński jr.. Kostiumy dla obsady wykonała Dorota Roqueplo, przy czym ubiory głównych bohaterów ze względu na realia historyczne filmu musiały zostać uszyte ręcznie. Scenografię z kolei opracowała Anna Anosowicz, która na potrzeby filmu zaprojektowała „w pełni urządzony, osiemnastowieczny dwór modrzewiowy ze stajnią, kurnikiem i chlewem”, postawiony w Dziektarzewie i służący jako folwark ekranowej pułkownikowej. Za dynamiczny montaż powstałego materiału odpowiadał Piotr Kmiecik.

### Rozpowszechnianie i frekwencja kinowa
Pierwszy teaser filmu Kos ukazał się we wrześniu 2023 roku, wtedy też zapowiedziano wprowadzenie filmu do kin na początku 2024 roku. W grudniu 2023 roku w ramach promocji filmu wypuszczono zwiastun. 26 stycznia 2024 roku Kos trafił do dystrybucji kinowej w Polsce. Do 11 lutego 2024 roku film obejrzało w kinach ponad 190 tysięcy widzów, w tym 70 tysięcy widzów w tygodniu otwarcia. 26 kwietnia 2024 roku Kos zadebiutował w dystrybucji wideo na życzenie w serwisie SkyShowtime.

## Odbiór
Kos otrzymał przeważnie pozytywne recenzje polskich krytyków. Piotr Guszkowski z „Gazety Wyborczej” w relacji z Festiwalu Polskich Filmów Fabularnych uznawał film Maślony i Zielińskiego za jedyne spełnione dzieło festiwalowe. Marta Kowalska w recenzji dla magazynu „Zwierciadło” twierdziła, że ekipie Kosa „udało się zrobić film bez kompromisów i z wielkim rozmachem”.
Kos był często interpretowany jako film zadający kłam ideologii sarmackiej, która przyczyniła się do upadku Rzeczypospolitej. Bartosz Staszczyszyn z portalu Culture.pl przekonywał, że „szlachciury z Kosa to w najlepszym wypadku pięknoduchy w wytwornych kontuszach w imię honoru stające do z góry przegranej walki, a w najgorszym… zaściankowi głupcy gardzący chłopami, mali ambicjonerzy i brutalni tchórze znęcający się nad słabszymi”. Z kolei Przemysław Bollin z portalu Onet opisywał film Maślony i Zielińskego jako „anty-Potop” ujawniający prawdę o etosie szlacheckim: „Paniska ciskają w chłopów szrotem, batem, wieszają na szubienicach, by w ostatniej chwili, tonem łaskawym darować życie”. W recenzji dla portalu Film.org.pl Janek Brzozowski podkreślał filmowe podobieństwo losu chłopów pańszczyźnianych do tragedii zniewolonych Afrykanów: „Różnica między plantatorami z południa Stanów Zjednoczonych i polskimi szlachcicami okazuje się marginalna. Jedni korzystają z bicza, drudzy z rózgi albo kija. Jedni uprawiają bawełnę, a drudzy pszenicę”. Przy okazji recenzji podkreślano natomiast, że obecność czarnoskórego Domingo obok Kościuszki służy uwypukleniu postępowych poglądów historycznego Kościuszki. Ewa Stępień pisała: „Nawet w jego [Kościuszki] testamencie widniał zapis dotyczący wyzwolenia chłopów należących do rodowego majątku, a majątek, który zdobył w Ameryce przeznaczono na edukację i wyzwolenie ciemnoskórych niewolników”. Nawet prawicowy publicysta Łukasz Adamski w recenzji dla Interii przypominał, że „Kościuszko był deistą i masonem zapatrzonym we francuskich jakobinów, a podczas rewolucji amerykańskiej wykazywał postawę abolicjonisty i radykalnego przeciwnika niewolnictwa. W swoich czasach był więc radykalną i skrajną lewicą”, co ma przełożenie na treść filmu.
Adam Siennica w recenzji dla portalu NaEkranie.pl zwrócił uwagę na oryginalny styl filmu: „Kos to taki typ filmu kostiumowego, który bierze na warsztat rzeczy wagi ogromnej, ale przedstawia je w kameralnym otoczeniu”. Często pojawiały się głosy, że Kos przekłada na polskie realia konwencję filmowania zaczerpniętą z filmów Quentina Tarantino, przede wszystkim z Django (2012) i Nienawistnej ósemki (2014). Dawid Smyk z portalu Pełna Sala stawiał zresztą Maślonie zarzuty „zbytniego zapatrzenia w amerykańszczyznę, próby naśladowania kameralnych dialogowych przepychanek Tarantino, w których postaci prześcigają się w cool replikach, a napięcie rozsadza pomieszczenie”. Inną opinię wyraził Maciej Kryński, który na łamach „Krytyki Politycznej” pisał, że „rozpoznanie w chłopie pańszczyźnianym białego kuzyna amerykańskiego niewolnika i naszego – większości Polaków – przodka sprawia, że bezczelny rewizjonizm Tarantino okazuje się może najbardziej adekwatnym językiem” do opowiadania o Kościuszce. Brzozowski interpretował całość filmu jako „środkowy palec wymierzony we wszystkie pompatyczne, nieznośne freski historyczne”.
Reżyser Artur Wyrzykowski wyraził więcej wątpliwości względem Kosa. Film Maślony i Zielińskiego – mimo słusznego zrównania losu polskich chłopów z amerykańskimi niewolnikami – miałby stwarzać wrażenie, „że chłop może być wolny tylko, gdy umrze”, podczas gdy znacznie bardziej budujące byłoby, gdyby Ignac przeżył i stał się „drugim Domingo”. Zakończenie Kosa, zdaniem Wyrzykowskiego, nie spełnia obietnic złożonych widzowi: „Bitwę z wojskiem Dunina przeżyło tylko kilka osób, które nie mają żadnego połączenia z resztą polskich chłopów, więc nie narodził się tu żaden chłopski ruch, który za chwilę obejmie całą Polskę”. Wyrzykowski podsumowywał,  że „miło się to ogląda”, ale dla widzów zainteresowanych losami insurekcji kościuszkowskiej „nic z tego nie wynika”.

## Nagrody
| Rok  | Festiwal/instytucja                                       | Nagroda                                                   | Nominowani                                   | Wynik     |
| ---- | --------------------------------------------------------- | --------------------------------------------------------- | -------------------------------------------- | --------- |
| 2023 | Festiwal Polskich Filmów Fabularnych                      | Złote Lwy                                                 | Paweł Maślona                                | Wygrana   |
| 2023 | Festiwal Polskich Filmów Fabularnych                      | Nagroda dla reżysera castingu                             | Nadia Lebik                                  | Wygrana   |
| 2023 | Festiwal Polskich Filmów Fabularnych                      | Nagroda za montaż                                         | Piotr Kmiecik                                | Wygrana   |
| 2023 | Festiwal Polskich Filmów Fabularnych                      | Nagroda za charakteryzację                                | Aneta Brzozowska                             | Wygrana   |
| 2023 | Festiwal Polskich Filmów Fabularnych                      | Nagroda za drugoplanową rolę męską                        | Robert Więckiewicz                           | Wygrana   |
| 2023 | Festiwal Polskich Filmów Fabularnych                      | Nagroda Dziennikarzy                                      | Paweł Maślona                                | Wygrana   |
| 2023 | Festiwal Polskich Filmów Fabularnych                      | Nagroda Jury Młodzieżowego                                | Paweł Maślona                                | Wygrana   |
| 2023 | Festiwal Polskich Filmów Fabularnych                      | Nagroda Festiwali i Przeglądów Filmu Polskiego za Granicą | Paweł Maślona                                | Wygrana   |
| 2023 | Festiwal Polskich Filmów Fabularnych                      | Nagroda Stowarzyszenia Kin Studyjnych                     | Paweł Maślona                                | Wygrana   |
| 2023 | All About Freedom Festival w Gdańsku                      | Nagroda Publiczności                                      | Paweł Maślona                                | Wygrana   |
| 2024 | „Polityka”                                                | Paszport „Polityki”                                       | Paweł Maślona                                | Wygrana   |
| 2024 | Polska Akademia Filmowa                                   | Orzeł za najlepszą reżyserię                              | Paweł Maślona                                | Wygrana   |
| 2024 | Polska Akademia Filmowa                                   | Orzeł za najlepszy scenariusz                             | Michał A. Zieliński                          | Wygrana   |
| 2024 | Polska Akademia Filmowa                                   | Orzeł za najlepsze kostiumy                               | Dorota Roqueplo                              | Wygrana   |
| 2024 | Polska Akademia Filmowa                                   | Orzeł za najlepszą charakteryzację                        | Aneta Brzozowska                             | Wygrana   |
| 2024 | Polska Akademia Filmowa                                   | Orzeł za najlepszy dźwięk                                 | Radosław Ochnio Adam Szlenda Filip Krzemień  | Wygrana   |
| 2024 | Polska Akademia Filmowa                                   | Orzeł za najlepszą drugoplanową rolę kobiecą              | Agnieszka Grochowska                         | Wygrana   |
| 2024 | Polska Akademia Filmowa                                   | Orzeł za najlepszy film                                   |                                              | Nominacja |
| 2024 | Polska Akademia Filmowa                                   | Orzeł za najlepsze zdjęcia                                | Piotr Sobociński jr.                         | Nominacja |
| 2024 | Polska Akademia Filmowa                                   | Orzeł za najlepszą scenografię                            | Anna Anosowicz                               | Nominacja |
| 2024 | Polska Akademia Filmowa                                   | Orzeł za najlepszą muzykę                                 | Mikołaj Trzaska                              | Nominacja |
| 2024 | Polska Akademia Filmowa                                   | Orzeł za najlepszy montaż                                 | Piotr Kmiecik                                | Nominacja |
| 2024 | Polska Akademia Filmowa                                   | Orzeł za najlepszą główną rolę męską                      | Bartosz Bielenia                             | Nominacja |
| 2024 | Polska Akademia Filmowa                                   | Orzeł za najlepszą drugoplanową rolę męską                | Jacek Braciak Robert Więckiewicz Piotr Pacek | Nominacja |
| 2024 | Polska Akademia Filmowa                                   | Orzeł za odkrycie roku                                    | Michał A. Zieliński                          | Nominacja |
| 2024 | Ogólnopolski Festiwal Sztuki Filmowej „Prowincjonalia”    | Nagroda Specjalna Organizatorów                           | Jacek Braciak                                | Wygrana   |
| 2024 | Kozzi Film Festiwal                                       | Nagroda za najlepszą kreację aktorską                     | Łukasz Simlat                                | Wygrana   |
| 2024 | Grand Prix Komeda. Festiwal Filmowy im. Krzysztofa Komedy | Grand Prix Komeda                                         | Mikołaj Trzaska                              | Wygrana   |
| 2024 | Grand Prix Komeda. Festiwal Filmowy im. Krzysztofa Komedy | Nagroda Publiczności                                      | Paweł Maślona                                | Wygrana   |
| 2024 | Lubuskie Lato Filmowe                                     | Brązowe Grono                                             | Paweł Maślona                                | Wygrana   |